# Toronto Titans
Los Toronto Titans (en español: Titanes de Toronto) son una franquicia canadiense de natación profesional, que participa en la Liga Internacional (ISL). Tiene sede en la ciudad de Toronto, capital de Ontario y se fundó en 2020.

## Historia
Se unió a la Liga Internacional de Natación en 2020. Para la temporada 2020 tenía en su plantel a: Kylie Masse, Kayla Sanchez, Michael Chadwick, Blake Pieroni y Anton McKee. Masse, seis veces medallista de oro, cuatro veces medallista de plata y cuatro veces medallista de bronce es la capitana y Hayden; cuatro veces medallista de oro, siete veces medallista de plata y 11 veces medallista de bronce es el capitán.

## Plantel 2021
Se indica solo el estilo más destacado del/a nadador/a.

### Mujeres
| Nadadora    | Edad    | Estilo  |
| ----------- | ------- | ------- |
| Kylie Masse | 29 años | Espalda |

### Varones
| Nadador      | Edad    | Estilo |
| ------------ | ------- | ------ |
| Brent Hayden | 41 años | Crol   |